# Gosauer Brückl-Haus
Das Gosauer Brückl-Haus (vormals Ernst-Seidel-Haus bzw. Ernst-Seidel-Talherberge) ist eine Selbstversorgerhütte der Sektion Linz des ÖAV. Sie befindet sich in der Ortschaft Hintertal der Gemeinde Gosau.

## Geschichte
Das 1833 erbaute Haus wurde 1988 von der Linzer Sektion des ÖAV erworben und 1989 renoviert. Namengeber des Hauses war Ernst Seidel, der 1934 in die Sektion Linz als Mitglied eintrat. Seit 1958 war er in verschiedenen Funktionen als Ausschussmitglied tätig. Als 1. Vorsitzender führte Seidel fortan die Sektion 18 Jahre. In der Hauptversammlung der Sektion am 18. März 1994 wurde beschlossen, ihn in Würdigung seiner Verdienste um den Österreichischen Alpenverein, insbesondere um die Sektion Linz, zum Ehrenvorsitzenden zu ernennen. Man dankte ihm außerdem für seinen unermüdlichen Einsatz, indem man das Schutzhaus in Gosau „Ernst-Seidel-Haus“ nannte. Mit den Jahren wurde das Haus zunehmend baufällig und so beschloss das Präsidium im Jahr 2024 den Umbau des Hauses. Die Renovierung und Neugestaltung des Hauses wurde unter der Führung von Präsident Herbert Blauhut in Zusammenarbeit mit Wolfgang Siegmund und des Bauunternehmens Kieninger durchgeführt. Die Umbauarbeiten konnten im Jänner 2025 fertiggestellt werden. Das Haus ist nun in 2 selbständige Einheiten untergliedert, jede Einheit ist ausgestattet mit eigenem Bad und WC, einer vollständig eingerichteten Küche, einem Aufenthaltsraum sowie zwei Schlafräumen. Zusätzlich wurde im Obergeschoß ein Wintergarten als zusätzlicher Aufenthaltsraum angebaut.

## Hütten in der Nähe
- Adamekhütte 2196 m ü. A., Gehzeit: 6,0 Std.
- Gablonzer Hütte 1550 m ü. A., Gehzeit: 1,2 Std.
- Hofpürglhütte 1705 m ü. A., Gehzeit: 5,2 Std.[2]

## Tourenmöglichkeiten
- Gosau – Hallstatt via Löckenmoos und Plankensteinalm, Wanderung, Dachstein-Gebirge, 15,4 km, 6,2 Std.
- Gosau-Hintertal-Hohe-Scheibe-Hallstatt, Wanderung, Inneres Salzkammergut, 14,1 km, 5,2 Std.
- Schmied Klettersteig, Klettersteig, Dachstein-Gebirge, 2,8 km, 1,2 Std.
- Georundwanderweg, Wanderung, Inneres Salzkammergut, 3 km, 0,35 Std.
- BergeSeen Trail D1: Gosau-Hintertal – Adamekhütte, Bergtour, Gosau, 14,5 km, 6,25 Std.
- BergeSeen Trail 15: Gosau-Hintertal – Hallstatt, Wanderung, Gosau, 16,4 km, 6,5 Std.[3]

## Gipfelbesteigungen
- Hoher Dachstein (2995 m) über Gosaugletscher und Westgrat, nur für Geübte mit entsprechender Ausrüstung, Kletterstellen im Schwierigkeitsgrad I auf der UIAA-Skala, teilweise gesichert, Gehzeit: 2,5 Stunden ab Adamekhütte
- Hochkesselkopf (2454 m) über Linzer Weg, Hochkesseleck und Nordflanke, Kletterstellen im Schwierigkeitsgrad II auf der UIAA-Skala, teilweise gesichert, Gehzeit: 2 Stunden ab Adamekhütte
- Weitere Gipfel sind weglos nur durch Kletterei und mit alpiner Erfahrung ersteigbar: Torstein (2948 m), Mitterspitz (2926 m), Niederer Dachstein (2934 m), Hohes Kreuz (2837 m), Schreiberwandkopf (2642 m), Schneebergwand (2803 m)[4]

## Karten
- Mayr Wanderkarte Dachsteingebirge, Hallstätter See XL 1:25.000: Wander-, Rad- und Mountainbikekarte, extra Großdruck, reiß- und wetterfeste Landkarte – Gefaltete Karte, ISBN 978-3-99044-876-2